# Са Овчара и Каблара
Са Овчара и Каблара је народна песма и химна Драгачевског сабора трубача. Етнолози и фолклористи је оцењују као народну чобанску песму, која је настала на релацији Чачак-Ужице и везана је за два планинска масива Овчар и Каблар. Према тврдњама Николе Стојића, књижевника и дугогодишњег директора Дома културе у Гучи, песма је настала од стране српских добровољаца у Српско турском рату, током 1876-1878. године. Певали су је добровољци из Војводине и Босне, који су долазили у Србију да се боре за њено ослобођење од Турака. 
Песма је била посебно популарна у периоду постојања слободне територије познате као Ужичка република и то је била прва народна песма везана за Јосипа Броза Тита и његово име. Сматрана је и незваничном химном Ужичке републике. За аутора песме сматра се Момир Мишо Пантелић из села Дучаловића у Драгачеву. Након Другог светског рата постала је химна Драгачевског сабора трубача, а Радио Чачак је мелодијом ове песме најављивао своје емисије. За потребе филма „Ужичка република” песник Љубивоје Ршумовић је испевао још два стиха — Друже Тито, мили роде, ти нас води до слободе!.